# كاريجو (كانتون)
كاريجو (بالإسبانية: Carrillo)‏ و هو الكانتون الخامس في محافظة غواناكاسته في كوستاريكا. و يغطي الكانتون مساحة 577.54 كم مربع،
كما يقارب عدد سكانه 29,298 نسمة.
و تدعى مدينته الرئيسية بـفيلاديلفيا.
تم تأسيس هذا الكانتون في 19 تشرين الأول 1973.

## المقاطعات
يتألف الكانتون من أربع مقاطعات و هي :
1. فيلاديلفيا
2. بالميرا
3. ساردينال
4. بيلين

## الأنهار
يحوي كانتون كاريجو على العديد من الأنهار من أهمها :
- نهر تيمبيسيكيه
- نهر بولسون
- نهر لاس بالماس
- نهر كانياس
- نهر سَردينال
- نهر سان بلاس
- نهر بيلين
- نهر غاجيينا
- نهر كاريسال
- نهر غوجوليتو

## ألبوم

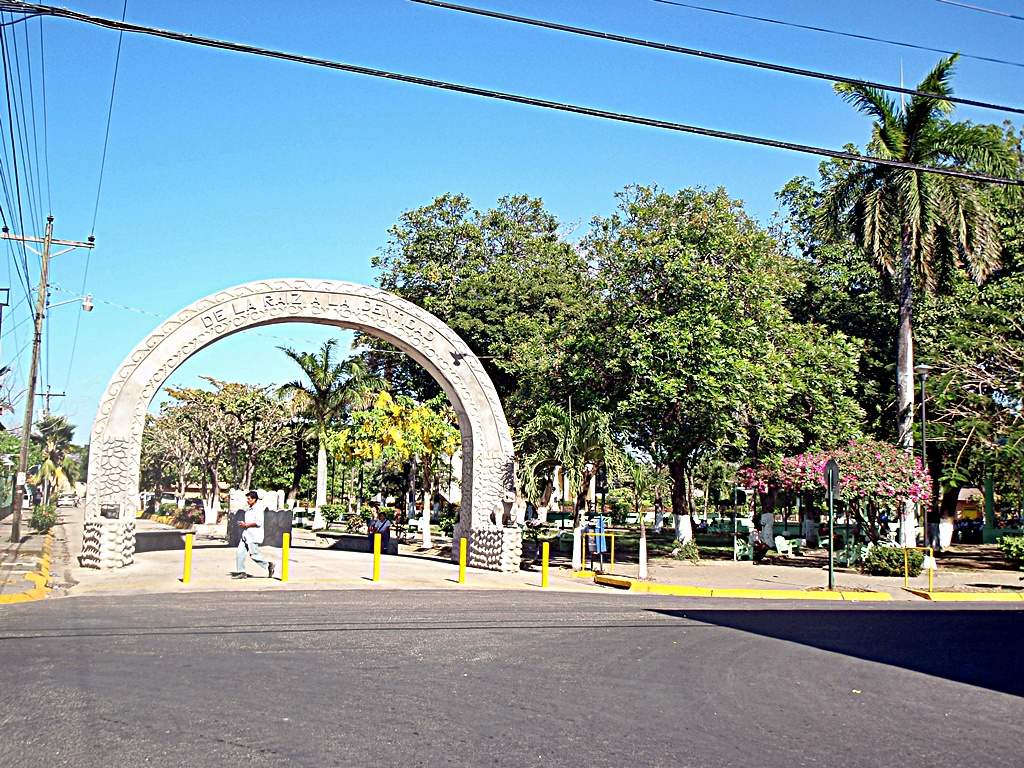
حديقة فيلاديلفيا.
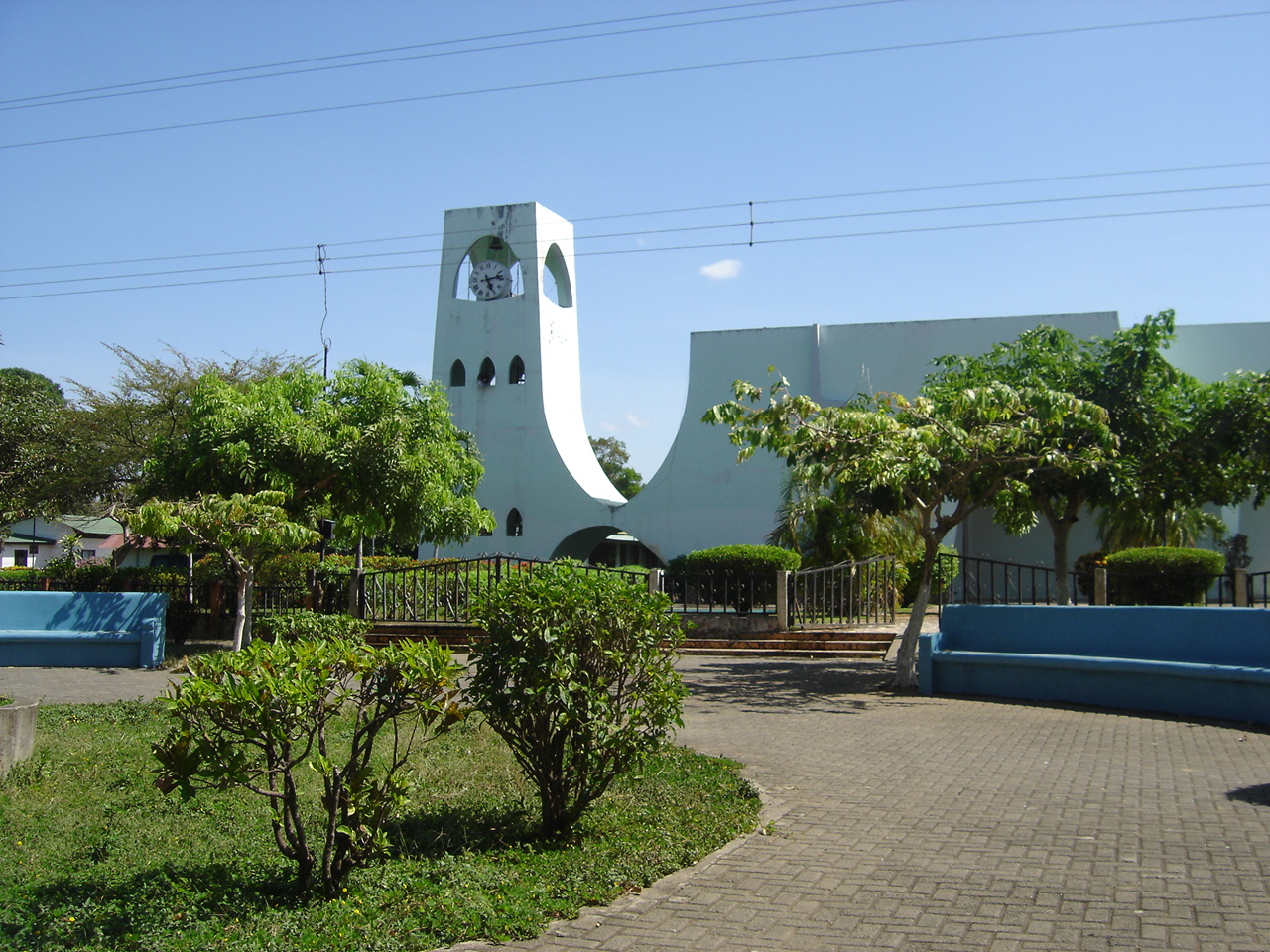
كنيسة فيلاديلفيا
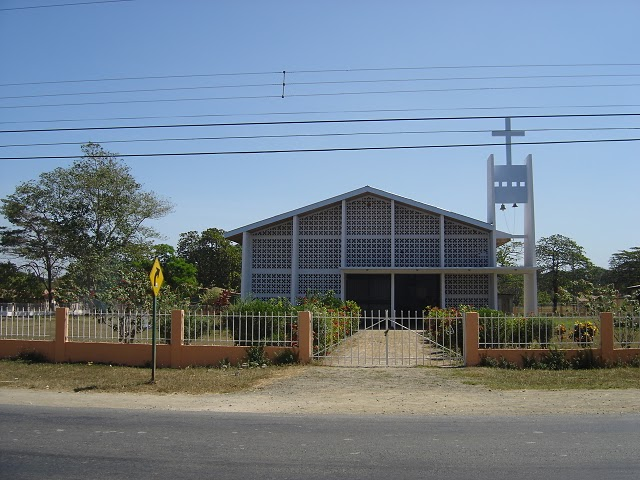
كنيسة بيلين
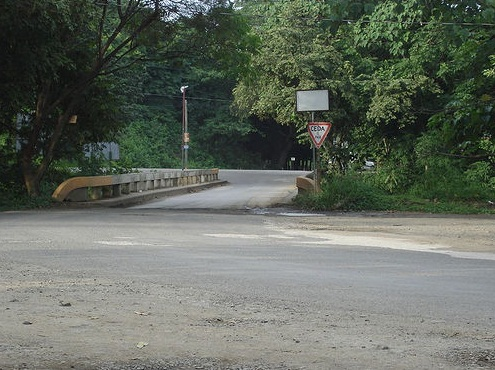
مدخل مدينة سادينال
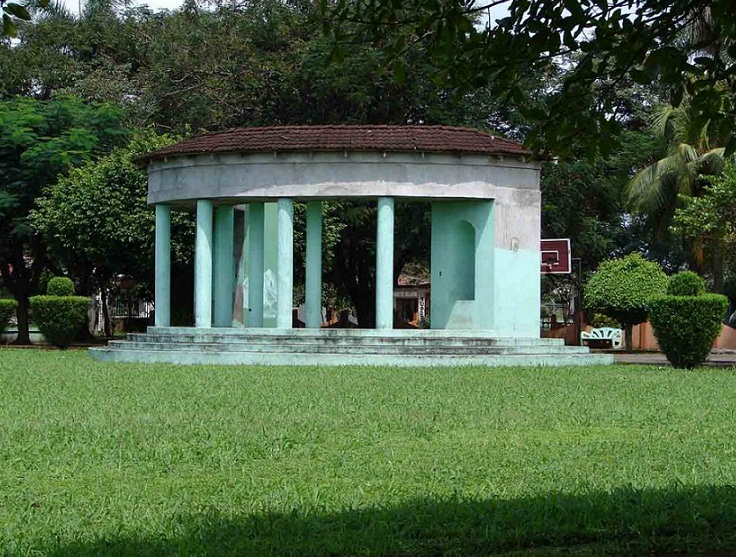
كشك في مدينة بالميرا
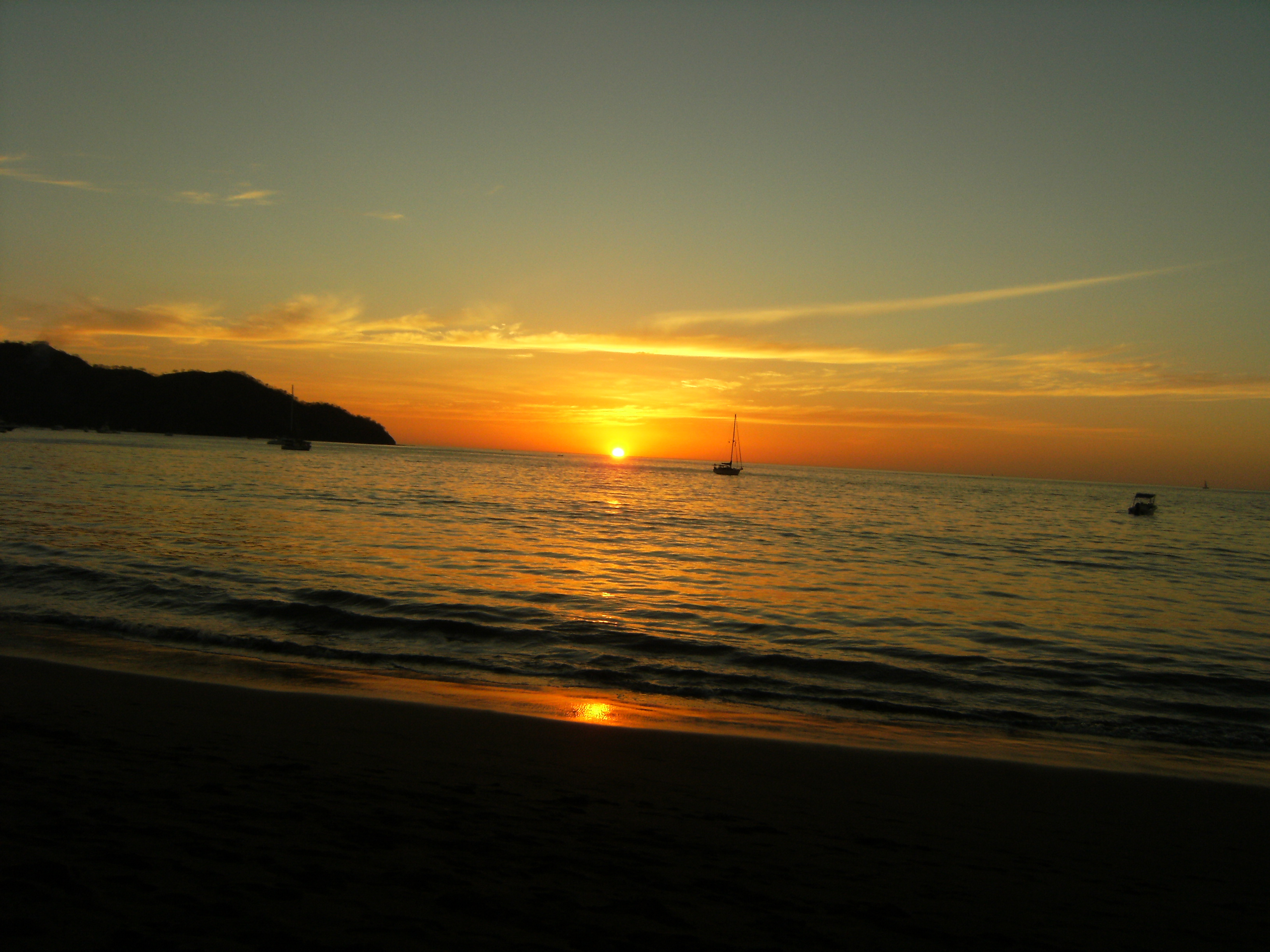
الغروب في شاطئ كوكو
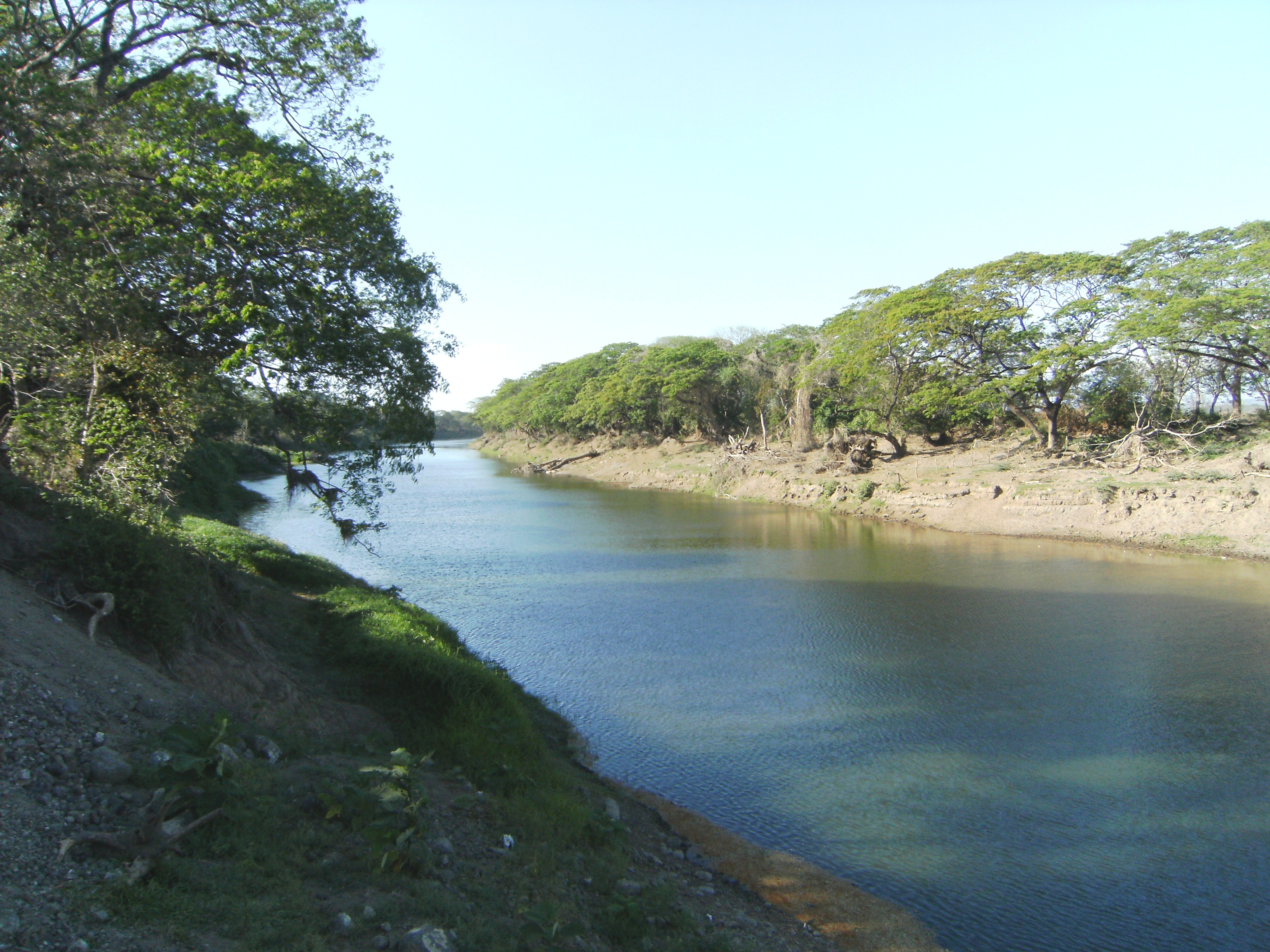
نهر تيمبسيكيه في فيلاديلفيا
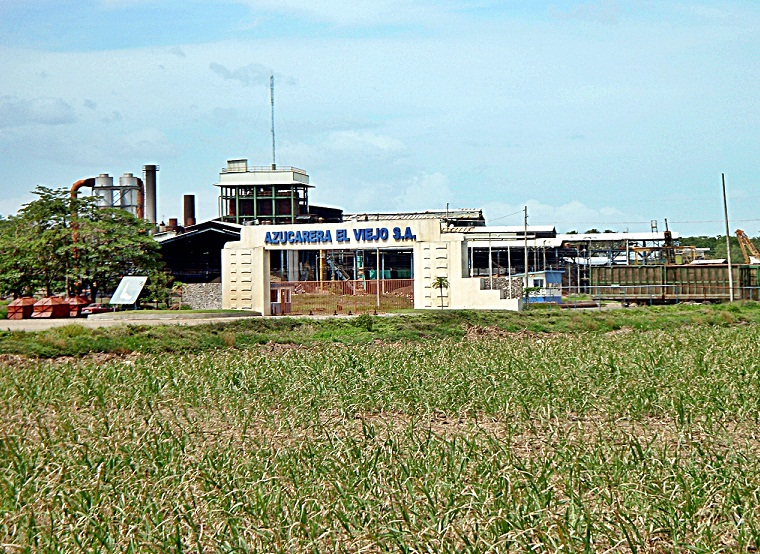
طاحونة سكر في فيلاديلفيا